# نانسي ويك
نانسي غريس ويك أوغستا (بالإنجليزية: Nancy Grace Augusta Wake)‏ (30 أغسطس 1912 - 7 أغسطس 2011) شغلت منصب وكيل تنفيذي للعمليات الخاصة البريطانية خلال الجزء الأخير من الحرب العالمية الثانية. وأصبحت شخصية بارزة في المقاومة الفرنسية وكانت واحدا من أكثر النساء خدمة للحلفاء في الحرب. بعد سقوط فرنسا في عام 1940، أصبحت رسول وساعى للمقاومة الفرنسية، وانضمت في وقت لاحق لشبكة الهروب الخاصة بكابتن ايان جارو. بحلول عام 1943 كانت ويك أكثر شخصية مطلوبة من الجستابو مع سعر 5 ملايين فرنك على رأسها.
بعد وصولها إلى بريطانيا، انضمت ويك للسلطة التنفيذية للعمليات الخاصة وهي خدمة عسكرية بريطانية سرية خلال الحرب العالمية الثانية، أنشئت في 1940 وكانت مهمتها تنفيذ عمليات سرية والتنسيق مع حركات المقاومة في أوروبا وشرق آسيا في وقت لاحق. في ليلة 30/29 أبريل 1944، تم انزال ويك بالمظلة (البارشوت) في أوفيرني وهي مقاطعة في جنوب وسط فرنسا، لتصبح حلقة الوصل بين لندن وجماعات التمرد المحلية برئاسة الكابتن هنري تارديفيت في غابة ترومكيس.

## حياتها
ولدت في روزنيث، ويلينغتون، نيوزيلندا، في 30 أغسطس 1912، كانت ويك الأصغر لستة أطفال. في عام 1914، انتقلت عائلتها إلى أستراليا واستقرت في شمال سيدني. بعد ذلك بوقت قصير، والدها تشارلز أوغسطس ويك عاد إلى نيوزيلندا، وترك والدتها إيلا ويك (1874-1968) لتربية الأطفال.
في سيدني، التحقت بمدرسة شمال سيدني المنزلية للفنون (انظر شمال سيدني المدرسة الثانوية الفنية).
في سن ال 16، هربت من المنزل، وعملت كممرضة ب 200 جنيه إسترليني كانت قد ورثت من عمتها، وسافرت إلى نيويورك، ثم لندن حيث دربت نفسها كصحفية. في 1930s، عملت في باريس في وقت لاحق لصحف هيرست كمراسل أوروبي. فشهدت صعود أدولف هتلر والحركة النازية و «رأت تنقل العصابات النازية والضرب العشوائي للرجال والنساء اليهود في شوارع فيينا».

## الخدمة في زمن الحرب ووحدة العمليات الخاصة التنفيذية البريطانية
في عام 1937، التقيت ويك مع رجل الصناعة الفرنسي الغني هنري إدموند فيوكا (1898-1943)، الذي تزوجته في 30 نوفمبر 1939. كانت تعيش في مرسيليا، عندما غزت ألمانيا فرنسا. بعد سقوط فرنسا في عام 1940، أصبحت رسول وساعى للمقاومة الفرنسية، وانضمت في وقت لاحق لشبكة الهروب للكابتن ايان جارو. في إشارة إلى قدرة ويك على المراوغة وصعوبة القبض عليها لقبها الجستابو بالفأرة البيضاء. فقامت المقاومة بتوخي الحذر مع المهام المؤكلة لها. حيث كانت حياتها في خطر مستمر، وقام الجستابو بالتنصت على هاتفها واعتراض بريدها.
في نوفمبر تشرين الثاني عام 1942، احتلت قوات الجيش الألماني الجزء الجنوبي من فرنسا بعد بدأية عملية الشعلة للحلفاء. فأعطى هذا للجستابو أمكانية الوصول غير المقيد لجميع الوثائق الخاصة بنظام فيشي فأصبحت الحياة أكثر خطورة على ويك. وكان للألمان جاسوس إنجليزي يعمل لديهم، وهوالرقيب هارولد كول. بحلول عام 1943، أصبحت ويك أكثر شخص مطلوب لدى الجستابو، مع 5 ملايين فرنك على رأسها. وعندما تعرضت الشبكة للخيانة في نفس العام، قررت الفرار من مرسيليا. ولكن زوجها هنري فيوكا، قرر البقاء؛ وألقي القبض عليه في وقت لاحق، وتعرض للتعذيب وأعدم من قبل الجستابو.
وتصف ويك تكتيكاتها: "القليل من المسحوق والقليل من الشراب على الطريق، وكانت تمر بالنقاط الأمنية الألمانية وتغمز وتقول: 'هل تريد البحث عني؟ " يا الهي كم كنت نذلة مغازلة".
اعتقلت ويك في تولوز، ولكن أطلق سراحها بعد أربعة أيام. حيث تمكن أحد معارفها من هذا بعد تأليف قصصا عن الخيانة الزوجية لها لزوجها.
ثم نجحت في محاولتها السادسة في عبور جبال البرانس إلى إسبانيا. وحتى انتهت الحرب كانت لا تعلم شيئا عن وفاة زوجها، وبعد ذلك أصبحت تلوم نفسها لذلك.
بعد وصولها إلى بريطانيا، انضمت ويك للسلطة التنفيذية للعمليات الخاصة. يذكر فيرا اتكينز الذي كان يعمل أيضا في العمليات الخاصة، بأنها «القنبلة الأسترالية الحقيقية. ذات الحيوية الهائلة، وامضة العينين. كل شيء فعلتة، فعلتة جيدا». أما تقارير التدريب سجلت بانها «مرشحة طيبة جدا وسريعة»، وتمتلك حرفة ميدانية ممتازة. وأشارت إلى أنها «تضع الرجال في موضع الخجل من روحها البهجة وقوة شخصيتها».
وفي ليلة 30/29 أبريل 1944، تم انزال ويك بالمظلة في أوفيرني جنبا إلى جنب مع الميجور جون فارمر القيادي في دائرة المقاومة الخاصة، لتصبح حلقة الوصل بين لندن وجماعات التمرد المحلية برئاسة الكابتن هنري تارديفيت في غابة ترومكيس. قال الميجور جون فارمر: «كانت امرأة ذات طاقة عالية جدا ولديها رؤية واضحة جدا لكيفية ما تريد أن تفعلة», وأثناء هبوطها علقت مظلتها في شجرة. وقال أحد الفرنسيين تحية لها انه يأمل أن تكون كل الأشجار تحمل مثل هذه الثمار الجميلة.
وشملت واجباتها تخصيص الأسلحة والمعدات التي تم انزالها بالمظلات وفي التدبير المالي للمجموعة. وأصبح لها دورا كبيرا في تجنيد المزيد من الأعضاء للمقاومة الفرنسية وتحويل الجماعة إلى قوة هائلة، ومع ما يقرب من 7,500 من اقوياء المقاومة. قادت هجمات على المنشآت الألمانية وعلى المقر الرئيسى للجستابو في مونتلوكان.
ذات مرة اكتشفت ويك بأن أحد رجالها يحمي فتاة كانت جاسوسة لألمانيا. لم يكن لديهم قلب لقتلها بدم بارد، ولكن ويك فعلت. وقالت بعد ذلك أنها كانت الحرب، وانها لا تشعر بأي ندم بشأن الحادث.
من أبريل 1944 حتى تحرير فرنسا، خاضت مع 7000 من المقاومة معارك ضد 22000 من القوات النازية، مما تسبب في خسائر 1,400 للقوات النازية، في حين كانت 100 فقط لفريقها، وأشاد رفاقها الفرنسيين، وخصوصا هنري تارديفيت بالروح القتالية لديها، وظهر جليا عندما قتلت خفير نازى بأيديها لمنعه من اطلاق ناقوس الخطر خلال الغارة.
وفي مناسبة أخرى، عندما تعرض المشغل اللاسلكي لديها للتدمير في غارة الألمانية فقامت بنقل الرسالة عن طريق دراجة هوائية قادتها لأكثر من 500 كيلومتر (310 ميل) من خلال عدة نقاط تفتيش ألمانية.
وخلال هجوم ألماني على مجموعة آخرى من جماعات التمرد، قامت ويك جنبا إلى جنب مع اثنين من الضباط الأميركيين، وتوليت قيادة القسم الذي قام بقتل زعيم الهجوم.وأدارت استخدام النيران للتغطية لتسهيل انسحاب الجماعة من دون مزيد من الخسائر.

## ما بعد الحرب
بعد الحرب مباشرة، تم منح ويك وسام جورج، وميدالية الحرية من الولايات المتحدة، وسام المقاومة الفرنسية وأوسمة أخرى. وعلمت أن الجستابو قام بتعذيب زوجها حتى الموت في عام 1943 لرفضه الكشف عن مكان وجودها. بعد الحرب عملت في دائرة المخابرات في وزارة الطيران البريطانية الملحقة بالسفارات في باريس وبراغ.
تقدمت كمرشح ليبرالي 
في الانتخابات الفيدرالية الأسترالية عام 1949 لمقعد سيدني بارتون.
و غادرت أستراليا بعد انتخابات عام 1951 وانتقلت إلى إنجلترا. وعملت كضابط استخبارات في قسم مساعد رئيس أركان القوات الجوية في وزارة الطيران في وايت هول. ثم استقالت عام 1957 بعد أن تزوجت من ضابط سلاح الجو الملكي البريطاني جون فورورد في ديسمبر من ذلك العام. عادوا إلى أستراليا في وقت مبكر 1960s.
واستمر اهتمامها في السياسة، فتقدمت ويك كمرشح ليبرالي في الانتخابات الاتحادية عام 1966 لمقعد سيدني كينغسفورد سميث. وعلى الرغم من تسجيل 6.9 في المائة مقابل عضو مجلس حزب العمل دانيال كورتين، ولكن ويك لم تنجح مرة أخرى.
و حوالى عام 1985، غادرت ويك وجون سيدني عند تقاعدة إلى ميناء ماكواري.
في عام 1985، نشرت ويك سيرتها الذاتية، الفأرة البيضاء. أصبح الكتاب من أكثر الكتب مبيعا، وقد طبع عدة مرات.
وبعد 40 عاما من الزواج، توفي زوجها جون فورورد في بورت ماكواري في 19 أغسطس 1997؛ وكان الزوجان بلا أطفال.
في عام 2001، غادرت ويك أستراليا للمرة الأخيرة وهاجرت إلى لندن.
و أصبحت مقيمة في فندق ستافورد في سانت جيمس مكان قرب ميدان بيكاديللي، في الصباح عادة ما تكون موجودة في حانة الفندق، وهي تحتسي النبيذ والمنشط ليومها. كان مرحب بها في الفندق، واحتفلت بعيد ميلادها ال90 هناك، وقام أصحاب الفندق بتحمل معظم تكاليف إقامتها. في عام 2003 عند اصابتها بنوبة قلبية، اختارت ويك الانتقال إلى دار لرعاية قدامى المحاربين المتقاعدين في ريتشموند (لندن)، حيث بقيت هناك حتى وفاتها.
ويك توفيت مساء يوم الأحد 7 أغسطس 2011، عن عمر تراوح بين 98، في مستشفى كينغستون بعد التهاب في الصدر.
وكانت قد طلبت أن ينشر رمادها في مونتلوكان في وسط فرنسا.
وتناثر رمادها بالقرب من قرية فيرنيك، والتي تقع بالقرب من مونتلوكان في يوم 11 مارس 2013.
أدرج لها نعي تحت عنوان الذي قتلت النازي بالأيدي العازلة: مع قائمة ضمت أبرز 144 شخصية رائعة لقوا حتفهم في ذلك العام، وذلك في صحيفة نيويورك تايمز عام 2012.
وقالت رئيسة وزراء أستراليا جوليا غيلارد في بيان «كانت نانسي ويك امرأة تتحلى بالشجاعة والدهاء بشكل غير عادي وانقذت مآثرها الجريئة حياة المئات من أفراد قوات الحلفاء وساعدت في انهاء الاحتلال النازي لفرنسا».واضافت «اليوم تكرم أمتنا امرأة رائعة حقا لا يمكن ابدا نسيان نكرانها لذاتها وصلابتها».

## الجوائز والأوسمة
منحت لقب شوفالييه (فارس) من وسام جوقة الشرف في عام 1970 وتمت ترقيتها إلى ضابط من وسام جوقة الشرف في عام 1988.
و في البداية، رفضت عروض للتكريم من أستراليا.
وهذا حتى فبراير 2004 حين تلقيت ويك تكريم منها.
في أبريل 2006، منحت الوسام الملكي لنيوزيلندا وهو أعلى وسام هناك، 
وحصلت أيضا على شارة من الذهب.
أما ميداليات ويك فتعرض في معرض الحرب العالمية الثانية في المتحف الحربي الأسترالي التذكاري في كانبرا.
يوم 3 يونيو 2010، تم كشف النقاب عن «صرح تراثى» في ويلينغتون، نيوزيلندا، بالقرب من مكان ولادتها.

## السير الذاتية
- في عام 1956، كتب الكاتب الأسترالي راسل برادون نانسي ويك: قصة امرأة شجاعة جدا (ISBN 978 0 7524 5485 6).[29]
- في عام 2001، كتب الكاتب الأسترالي بيتر فيتزسيمونز نانسي ويك، السيرة الذاتية لأعظم بطلة في الحرب لدينا (ISBN 0 7322 6919 9).وهي تعتبر السيرة الذاتية الشاملة الذائعة لويك.[19]

## روابط خارجية
- نانسي ويك على موقع IMDb (الإنجليزية)